# Замок Енніскіллен

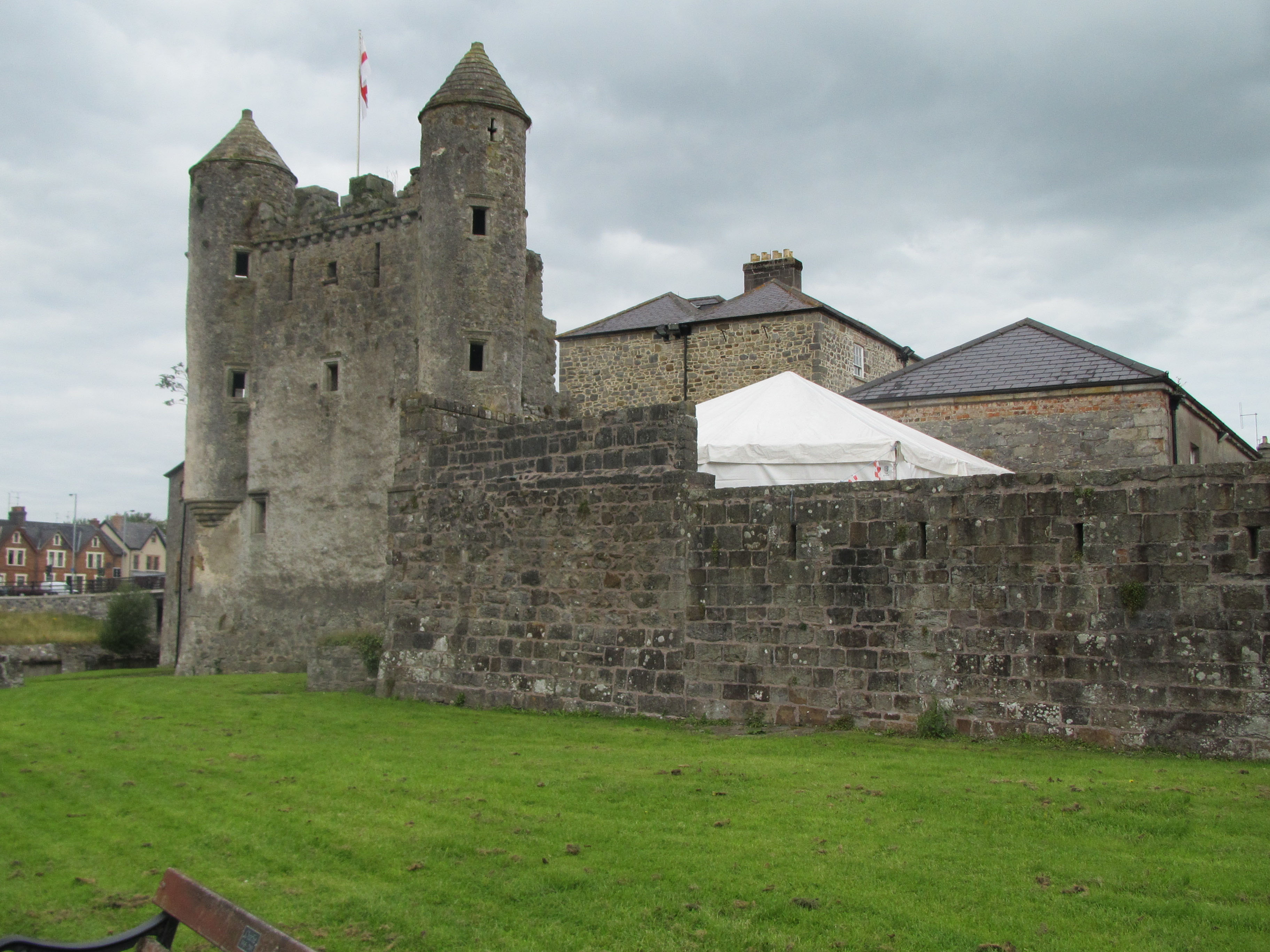
Замок Енніскіллен.

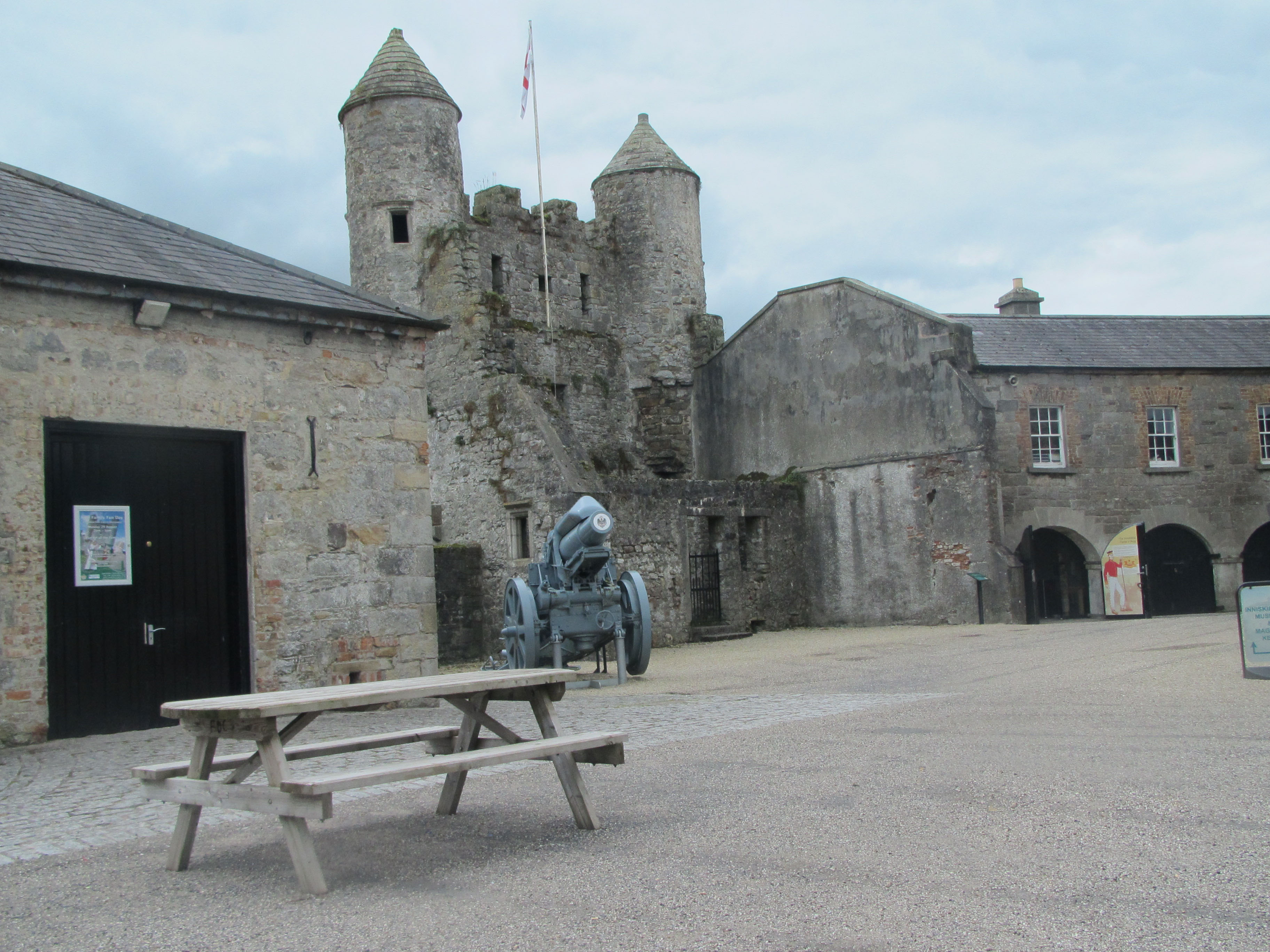
Подвір'я замку Енніскіллен.

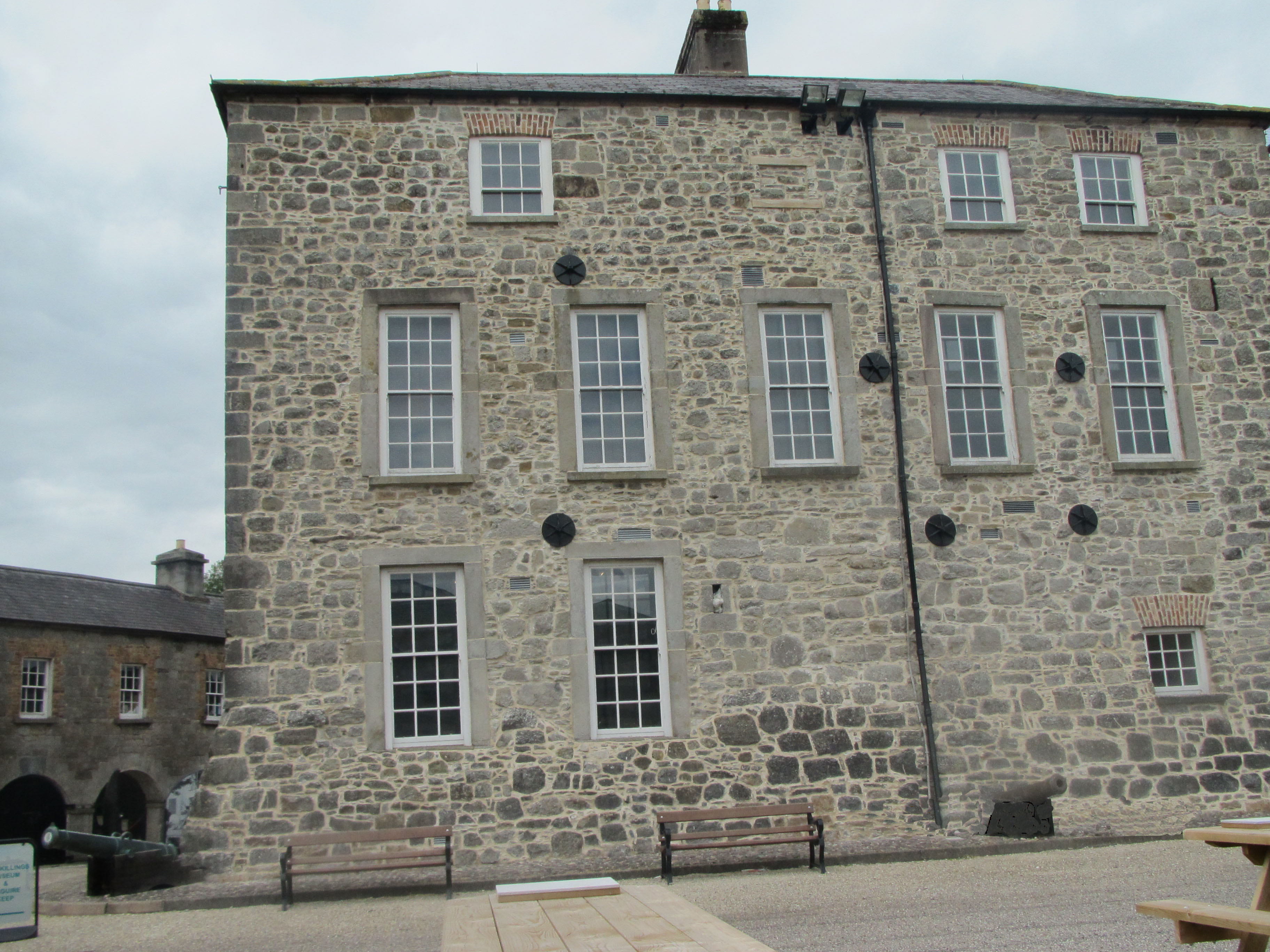
Одна з будівель замку Енніскіллен.

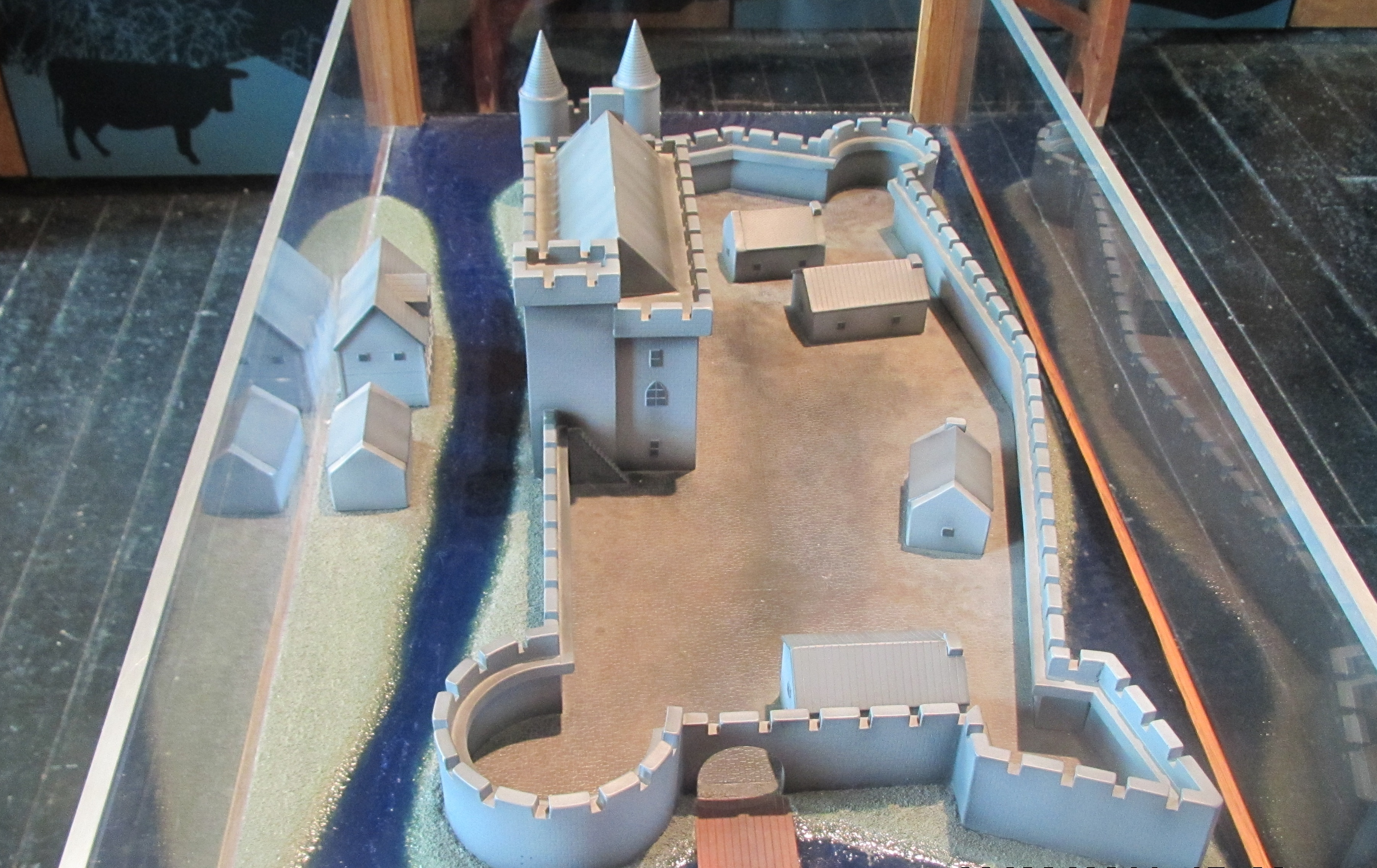
Макет замку Енніскіллен.

Замок Енніскіллен (англ. Enniskillen Castle) — замок Інніскіллен — один із замків Ірландії, розташований в одноіменному селищі Енніскіллен, графство Фермана, Північна Ірландія. Замок був побудований в XV столітті. Нині в замку знаходиться музей королівських стрільців Енніскіллінг та музей V королівського гвардійського драгунського полку Енніскіллінг.

## Історія
Замок Енніскіллен збудував вождь ірландського клану Магвайр (МакГвайр) — Х'ю Магвайр у XV столітті. У той час низка ірландських кланів продовжували чинити опір англійським загарбникам і зберігали незалежність від Англії. Точна дата побудови замку невідома. Клан Магвайр володів землями нинішнього графства Фермана і намагався відстояти свою незалежність і звільнити Ірландію від англійців, що захоплювали все нові і нові ірландські землі. Нескінченна війна з англо-норманськими феодалами йшла з перемінним успіхом. Перша згадка про замок Енніскіллен в історичних джерелах стосується «Літопису Ольстера» і датується 1439 роком. Перший володар замку — Х'ю Магвайр помер 1428 року після повернення з паломництва до святинь Святого апостола Якова в Іспанії. У 1484 році вождем клану Магвайр був обраний Шон Магвайр Енніскіленський . З того часу протягом 100 років всі вожді клану Магвайр, за виключенням двох, вибирались саме з цієї гілки клану. Замок Енніскіллен став оплотом клану Магвайр і центром влади в Фермані.
Під час Дев'тирічної війни за незалежність Ірландії англійські війська обложили замок Енніскіллен у 1594 році. Після восьми днів облоги замок був взятий штурмом. Після поразки ірландських кланів і остаточного завоювання Ірландії Англією в 1607 році капітан Вільям Коул перебудував і переобладнав замок. Була добудована вежа на березі річки на південь від замку, яка була названа Вотергейт. У XVIII столітті замок був знову перебудований. У замку розмістилися казарми британської армії.
Замок займав стратегічне положення — він захищав західну частину міста і дороги в графство Слайго. Замок складається з двох секцій, з центральної вежі фортеці та стін, що були укріплені невеликими башточками. Конструкція замку має сильний шотландський вплив. Це особливо чітко простежується в конструкції вежі Вотергейт, що має дві кругові башти. Вежа Вотергейт була побудована в 1609 році. Замок багато разів істотно перебудовувався. Нині замок є пам'яткою історії та архітектури і охороняється законом.
Нині в замку розміщується музей графства Фермана, де є експозиції історії, культури, природи графства Фермана. Є експонати доісторичних часів, природної історії, традицій сільського господарства краю, представлені місцеві промисли, кераміка Беллік, історія замку. Є стенди про історію ірландського клану Магвайре, що здавна володів цими землями.
У замку є музей королівських стрільців Енніскіллінг та музей V королівського гвардійського драгунського полку Енніскіллінг. Експозиція показує однострій, медалі, прапори, полкові регалії, зброю та інші військові пам'ятки.
Замок відкритий для відвідувачів протягом всього року. Години роботи: в травні, червні, вересні — щоденно крім неділі. У понеділок та суботу: з 14:00 до 17:00, з вівторка по п'ятницю: з 10:00 до 17:00. У липні та серпні — щоденно. У понеділок, суботу, неділю з 14:00 до 17:00, з вівторка по п'ятницю з 10:00 до 17:00. З жовтня по квітень — щоденно крім суботи та неділі. У понеділок з 14:00 до 17:00, з вівторка по п'ятницю з 10:00 до 17:00. Для дорослих квиток £ 2,50. Дитячий квиток £ 1,50.